# Symmela varians
Symmela varians är en skalbaggsart som beskrevs av Wilhelm Ferdinand Erichson 1847. Symmela varians ingår i släktet Symmela och familjen Melolonthidae. Inga underarter finns listade i Catalogue of Life.